# Lee Eun-sang
Lee Eun-sang (hangul: 이은상 (); Provincia de Jeju, 26 de octubre de 2002), también conocido simplemente como Eunsang, es un cantante y actor surcoreano. Actualmente es miembro del grupo masculino surcoreano Younite, y es exmiembro del grupo X1, que debutó en 2019. Debutó como solista el 31 de agosto de 2020 con el álbum sencillo Beautiful Scar.

## Carrera

### 2019:Produce X 101y debut con X1
En 2019, Eunsang compitió en el programa Produce X 101. En la final del programa, logró convertirse en miembro del grupo X1. Debutó con el grupo el 27 de agosto de 2019, pero debido al escándalo por la manipulación de los votos en Mnet, el grupo se disolvió el 6 de enero de 2020.

### 2020-presente: Debut en solitario y Younite
El 31 de agosto de 2020, Eunsang debutó como solista con el álbum sencillo Beautiful Scar. Para el sencillo principal, "Beautiful Scar", colaboró con Park Woo-jin.
En octubre, Eunsang colaboró con su excompañero de X1, Kim Woo-seok en el sencillo "Memories".
El 16 de agosto de 2021, se anunció que Eunsang lanzaría su segundo álbum sencillo titulado Beautiful Sunshine y su sencillo principal "Lemonade" el 1 de septiembre.
El 14 de febrero de 2022, se anunció que Eunsang formaría parte del próximo grupo masculino de Brand New Music, Younite. El 20 de abril de 2022, debutó como miembro de Younite con el lanzamiento de su primer EP Youni-Birth.

## Discografía

### Álbumes sencillo
| Título             | Detalles del álbum                                                                                      | Posiciones máximas en los gráficos | Ventas        |
| Título             | Detalles del álbum                                                                                      | COR                                | Ventas        |
| ------------------ | --- | ---------------------------------- | ------------- |
| Beautiful Scar     | - Lanzamiento: 31 de agosto de 2020 - Discográfica: Brand New Music - Formatos: CD, descarga digital    | 7                                  | - COR: 29,166 |
| Beautiful Sunshine | - Lanzamiento: 1 de septiembre de 2021 - Discográfica: Brand New Music - Formatos: CD, descarga digital | 15                                 | - COR: 12,115 |

### Sencillos

#### Como artista principal
| "Beautiful Scar" (con Park Woo-jin de AB6IX)                                               | 2020 | — | Beautiful Scar     |
| "Lemonade"                                                                                 | 2021 | — | Beautiful Sunshine |
| "—" denota lanzamientos que no figuraron en las listas o que no se lanzaron en esa región. |      |   |                    |

#### Otros lanzamientos
| Título                                                                                     | Año            | Posiciones máximas en los gráficos | Álbum                            |
| Título                                                                                     | Año            | COR                                | Álbum                            |
| Colaboraciones                                                                             | Colaboraciones | Colaboraciones                     | Colaboraciones                   |
| ------------------------------------------------------------------------------------------ | -------------- | ---------------------------------- | -------------------------------- |
| "Memories" (con Kim Woo-seok)                                                              | 2020           | —                                  | Sencillo sin álbum               |
| "Chandelier" ( 샹들리에 () ) (con AB6IX y BDC)                                             | 2020           | —                                  | Brandnew Year 2020 'Brandnew Up' |
| "Hole In Your Face" (얼굴 뚫어 얼굴 뚫어지겠다 ()) (con BDC)                               | 2021           | —                                  | Ten Project Part.2               |
| Promocional                                                                                |                |                                    |                                  |
| "Playlist" (con varios artistas)                                                           | 2021           | —                                  | Sencillo sin álbum               |
| Apariciones en bandas sonoras                                                              |                |                                    |                                  |
| "Starry Night" (그때 다시 빛나요 우리 ())                                                  | 2020           | —                                  | Let Me Off The Earth OST         |
| "—" denota lanzamientos que no figuraron en las listas o que no se lanzaron en esa región. |                |                                    |                                  |

### Colaboraciones
| Título                 | Año  | Otros artistas                         | Álbum                     |
| ---------------------- | ---- | -------------------------------------- | ------------------------- |
| "Go Get Her"           | 2020 | BDC                                    | The Intersection: Belief  |
| "To U"                 | 2021 | —                                      | Idol: The Coup OST Part 6 |
| "Tonight" (오늘 밤 ()) | 2021 | Kim Min-kyu, Hong Eun-ki (feat. Green) | Idol: The Coup OST Part 6 |

## Filmografía

### Series de televisión
| Año  | Título         | Papel | Notas            | Ref.   |
| ---- | -------------- | ----- | ---------------- | ------ |
| 2021 | Idol: The Coup | Dan   | Papel secundario | [ 12 ] |

### Series web
| Año  | Título               | Difusión | Papel             | Notas               | Ref.   |
| ---- | -------------------- | -------- | ----------------- | ------------------- | ------ |
| 2020 | Let Me Off The Earth | Naver TV | Hermano de Ji-woo | Cameo (Episodio 11) | [ 13 ] |
| 2021 | Part-Time Melo       | KT-Seezn | Kang Ha-woon      |                     | [ 13 ] |

### Programas de televisión
| Año  | Título        | Difusión | Papel       | Notas                     | Ref.   |
| ---- | ------------- | -------- | ----------- | ------------------------- | ------ |
| 2019 | Produce X 101 | Mnet     | Concursante | Terminó en el puesto X/11 | [ 14 ] |

### Vídeos musicales
| Año  | Título de la canción       | Artista | Ref.   |
| ---- | -------------------------- | ------- | ------ |
| 2020 | "February 29" (2 월 29 일) | As One  | [ 15 ] |